# Programació orientada a aspectes
La programació orientada a aspectes (POA), més coneguda per les sigles en anglès (AOP - aspect-oriented programming), és un paradigma de programació que permet separar el vessant tècnic (aspect en anglès) de les funcionalitats de l'aplicació.
L'objectiu de la programació orientada a aspectes és aconseguir separar un programa en funcionalitats el més reduïdes possible. Aquest objectiu ja es persegueix amb les tècniques tradicionals de programació, com la programació imperativa o la programació orientada a l'objecte, però aquesta separació dona lloc a l'aparició de funcionalitats creuades, és a dir, crides a funcionalitats (procediments, funcions o mètodes) dins de l'especificació d'una funcionalitat, aquest terme es coneix en anglès com a cross-cutting.
La programació orientada a aspectes tracta de donar solució a les referències creuades entre funcionalitats diferents, amb la creació del concepte de punts d'execució (point cuts). Amb aquesta tècnica es pot substituir la crida a una funcionalitat dintre d'un altra, per un punt d'execució que permet modificar el flux d'execució del programa. Al codi que s'executa en arribar al punt d'execució se l'anomena advice (consell). A la unió del punt d'execució (pointcut) i el codi consell se l'anomena aspect (aspecte).

El concepte de programació orientada a aspectes va ser creat per Gregor Kiczales i el seu equip d'investigadors al Centre de recerca de Palo Alto, de la companyia Xerox. Aquest equip va desenvolupar també, el llenguatge orientat a aspectes de propòsit general més popular, l'AspectJ.

## Eines que utilitzen AOP
- AspectJ extensió del llenguatge JAVA que permet la utilització de punts d'execució en aquest llenguatge.

- JBoss-AOP és l'arquitectura JAVA que utilitza el servidor d'aplicacions JBoss.

- Spring framework integra conceptes del paradigma d'orientació a aspectes, dintre del contenidor IoC.